# Geberit

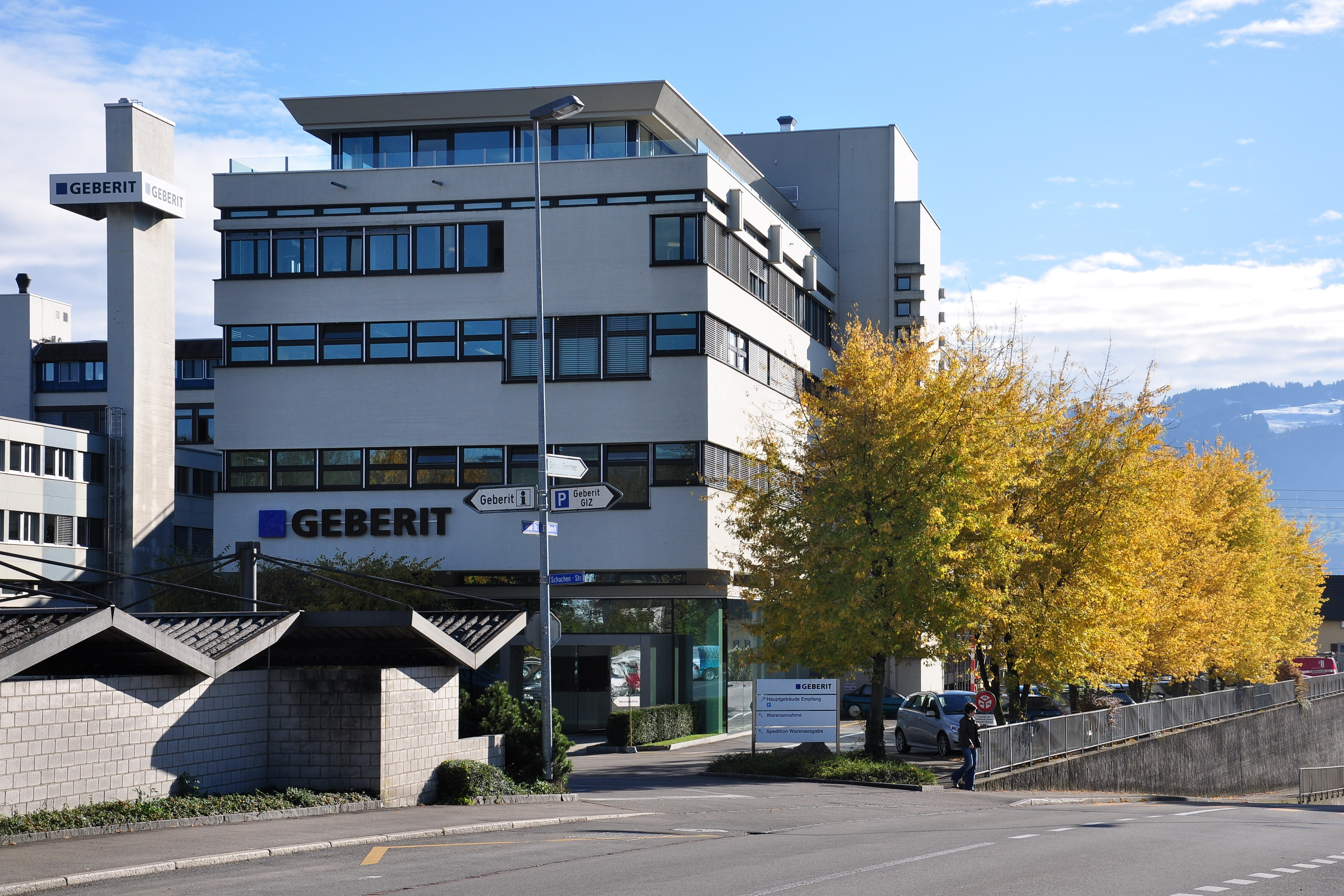
Siedziba Geberit AG

Geberit AG – szwajcarskie przedsiębiorstwo zajmujące się produkcją technologii sanitarnej (m.in. spłuczek, stelaży do WC, umywalek i bidetów), założone w 1874 r. w Rapperswilu przez Caspara Melchiora Alberta Geberta. Na początku firma zajmowała się produkcją jedynie spłuczek. Od lat 70. produkuje również inne urządzenia techniki sanitarnej. Od 1995 r. działa również w Polsce pod nazwą Geberit Sp. z o.o., mając siedzibę w Warszawie. Od 1999 r. przedsiębiorstwo notowane jest na Szwajcarskiej Giełdzie Papierów Wartościowych.
W wyniku akwizycji koncernu Sanitec w 2015 r., Grupa Geberit rozszerzyła swoją obecność w branży sanitarnej. Dotychczas, jako lider technologii sanitarnej w Europie, posiadała dominującą pozycję w zakresie produkcji oraz dystrybucji systemów sanitarnych i rurowych. Rezultatem przejęcia jest wzbogacenie portfolio o kategorię wyposażenia łazienek - ceramikę sanitarną, meble łazienkowe, kabiny i wanny. Nowe marki w Grupie Geberit to Koło, Keramag oraz Keramag Design.